# Julefeber
Julefeber (dan.: Febbre natalizia) è una serie TV danese del 2020. Si tratta di un "Tv-julekalender", un genere tipico delle televisioni scandinave, tradizionalmente trasmesso fra l'1 ed il 24 dicembre, alla maniera di un calendario dell'avvento televisivo.

## Trama
Il primo di dicembre un creditore accanito di Kalle è riuscito a farlo sfollare dal suo appartamento, ed egli, insieme ai figli, il tredicenne Bjørn e la sua sorellina Gro, si stabilisce temporaneamente, ed abusivamente, nelle soffitte del Teatro reale di Copenaghen, nelle cucine del quale lavora.
Qui Bjørn ha modo di conoscere gli allievi della scuola di ballo annessa al teatro, e si invaghisce della sua coetanea Frede. Bjørn è un ragazzino insicuro, condizione aggravata dallo strano fatto che, quando sente della musica, il suo corpo reagisce involontariamente compiendo dei movimenti di danza inconsulti, goffi, per quanto a volte prodigiosi.
Il ragazzo vorrebbe tanto essere "normale" come gli altri, finché un giorno sua nonna materna gli spiega che in effetti ciò non può accadere: egli infatti è un folletto natalizio. Ed accettare tale condizione non è affatto una cosa semplice: per quanto i folletti siano esseri benigni, in grado di aiutare le persone in difficoltà, è necessario, per diventare folletti fatti e finiti, accettarsi per quello che si è, e non tutti riescono o vogliono farlo.
Ma l'oggetto più pericoloso nella carriera del folletto alle prime armi è il suo berretto. Intessuto con particolari peli corporei, ha, fra gli altri, il potere di rendere invisibili, ma il suo abuso è estremamente rischioso, e può portare alla morte, così come era infatti accaduto alla madre di Bjørn e Gro, anch'essa un folletto. Questo fatto sfugge alla piccola Gro, che ha anche lei appena manifestato la predisposizione ereditaria ad divenire un folletto. Gro si impadronisce incautamente del berretto della nonna, e, calzandolo troppo a lungo, morirebbe, a meno che qualcuno non la scopra (ma è invisibile) e la salvi.
Il salvataggio riesce a Bjørn e a Frede, che gradualmente si è venuta convincendo della veridicità della condizione di folletto. Ed il tutto accade proprio sul palco del teatro reale, durante la rappresentazione dello Schiaccianoci della Vigilia di Natale.
Nell'occasione il direttore del corpo di ballo, nemico di Bjørn e Frede per svariati motivi peraltro velleitari, scopre di essere stato anch'egli per una vita un candidato alla natura di folletto: non lo poteva sapere, essendo stato adottato, e non avendo quindi avuto qualche famigliare che lo rendesse edotto del fatto. Egli si riappacifica dunque con se stesso ed invita i protagonisti ad una cena natalizia, dopo lo spettacolo, proprio nelle soffitte dell'edificio teatrale.
Qui, mentre lo spirito della madre di Gro e Bjørn aleggia sulla tavola imbandita, il ragazzo e Frede si confessano il reciproco amore.

## Colonna sonora
La sigla della serie, Julefeber, è interpretata da Oh Land.